# Los Angeles (La Salle County, Texas)
Los Angeles ist ein Ort (Unincorporated Place) im La Salle County in Texas.
Los Angeles liegt dreizehn Meilen östlich von Cotulla am State Highway 97. Der Ort wurde 1923 von der F. Z. Bishop Land Company gegründet. Benannt wurde die Siedlung nach der kalifornischen Stadt Los Angeles, wegen des als angenehm bekannten Klimas in Südkalifornien. Los Angeles lag an einer Bahnstrecke der San Antonio, Uvalde and Gulf Railroad und erhielt 1923 ein eigenes Postamt. 1928 vor der Weltwirtschaftskrise lebten hier etwa dreihundert Personen, es gab ein Hotel, ein Geschäft, eine Egrenieranlage zur Entkörnung von Baumwolle, sowie ein Schulgebäude, dass auch als Kirche diente. Mit der Wirtschaftskrise schrumpfte die Einwohnerzahl und es lebten 1933 nur noch hundert Personen in dem Ort. 1937 musste die Schule geschlossen werden. Gab es 1980 und 1990 noch 140 Einwohner, waren dies 2000 nur noch zwanzig.
Im Willacy County in Texas gibt es einen weiteren Ort mit dem Namen Los Angeles.